# Swingshift
Albums de Cold Chisel
East
(1980) Circus Animals
(1982)
Swingshift est le quatrième album, et le premier en public, du groupe de rock australien Cold Chisel. Il est sorti en 1981, sur le label Elektra Records, et a été produit par Mark Opitz et le groupe.
Cet album a été enregistré pendant l'hiver 1980 lors de la tournée australienne Youth in Asia Tour. Les titres proviennent majoritairement des concerts donnés au Sydney's Capitol Theatre et au Melbourne Festival Hall.
L'album contient trois reprises, Knockin' on Heaven's Door de Bob Dylan, Don't Let Go de Jesse Stone et Long as I Can See the Light de Creedence Clearwater Revival.
Il est le premier album du groupe a atteindre la première place des charts australiens. Il se classa à la neuvième place des charts néo-zélandais.

## Liste des titres

### Face 1
| No | Titre                    | Auteur     | Durée |
| -- | ------------------------ | ---------- | ----- |
| 1. | Conversations            | Don Walker | 4:51  |
| 2. | Shipping Steel           | Walker     | 4:12  |
| 3. | Breakfast at Sweethearts | Walker     | 3:55  |
| 4. | Rising Sun               | Jim Barnes | 3:15  |
| 5. | Choir Girl               | Walker     | 3:31  |

### Face 2
| No | Titre          | Auteur | Durée |
| -- | -------------- | ------ | ----- |
| 1. | Khe Sanh       | Walker | 2:51  |
| 2. | My Turn to Cry | Barnes | 3:03  |
| 3. | Four Walls     | Walker | 2:36  |
| 4. | One Long Day   | Walker | 9:48  |

### Face 3
| No | Titre                     | Auteur      | Durée |
| -- | ------------------------- | ----------- | ----- |
| 1. | Knockin' on Heaven's Door | Bob Dylan   | 6:18  |
| 2. | My Baby                   | Phil Small  | 4:14  |
| 3. | Star Hotel                | Walker      | 4:09  |
| 4. | Don't Let Go              | Jesse Stone | 4:20  |

### Face 4
| No | Titre                       | Auteur           | Durée |
| -- | --------------------------- | ---------------- | ----- |
| 1. | Long As I Can See the Light | John Fogerty     | 4:45  |
| 2. | The Party's Over            | Walker           | 3:55  |
| 3. | Cheap Wine                  | Walker           | 3:59  |
| 4. | Goodbye                     | Walker, Ian Moss | 5:56  |

## Musiciens
- Jim Barnes : chant, guitare
- Ian Moss : guitares, chant sur One Long Day, My Baby & The party's Over
- Don Walker : claviers, chœurs
- Phil Small: basse, chœurs
- Steve Prestwich: batterie, percussions, chœurs

avec
- Billy Rodgers : saxophone
- Dave Blight : harmonica

## Charts
| Pays             | durée du classement | Meilleur classement |
| ---------------- | ------------------- | ------------------- |
| Australie        | -                   | 1er                 |
| Nouvelle-Zélande | 19 semaines         | 9e                  |